# Стефано Колонна
Стефано Колонна Старший (італ. Stefano Colonna il Vecchio; бл. 1265–1348) — італійський середньовічний військовий та політичний діяч. Засновник роду Колонна ді Палестрина.

## Життєпис
Походив з впливового римського аристократичного клану Колонна. Син Джованні ді Оддоне Колонна, римського сенатора. Його мати належала до роду Орсіні. Народився близько 1265 року. 1289 року пошлюбив представницю гасконського роду Л'Іль-Журден.
Його державній кар'єрі в Папській області сприяли старші брати — кардинали П'єтро і Джакомо Шарра Колонна. Вже 1289 року призначається ректором (намісником) провінції Романья. Намагався встановити мир між гвельфами і гібелінами, зокрема 1290 року замирив роди Малатеста і Да Полента. Невдовзі Малатеста отримали місто Ріміні. 1292 року Стефано Колонна стає римським сенатором.
1294 року після обрання папою римським Боніфація VIII з роду Каетані становище Колонна в Лаціумі погіршилося. Стефано разом з іншими представниками свого роду намагався протистояти амбіціям нового папи римського. 1297 року він захопив частину скарбів, що належали Каетані. Внаслідок цього кардинали П'єтро і Джакомо Колонна (брат і стрийко Стефано) вимушені були компенсувати втрати. Невдовзі на зібранні в замку Лунгецца члени роду Колонна оголосили Боніфація VIII незаконним папою та закликали ігнорувати його розпорядження. У відповідь папа римський відлучив кардиналів Колонна, позбавив посади, а увесь рід відлучив від церкви, конфіскувавши їх майно у Римі. Стефано Колонна очолив війська в Палестрині, де зібралися кардинали П'єтро, Джакомо і Джакомо Шьярра Колонна. Боніфацій VIII оголосив хрестовий похід проти Колонна. Останні зазнали поразки, а Палестрину було сплюндровано. Усі Колонна перебралися до Франції, до двору короля Філіппа IV.
У 1303 році Джакомо Шарра Колонна за підтримки французів на чолі із Гійомом де Ногаре захопили папу римського в Ананьї, де той невдовзі помер. Слідом за цим до Риму повернувся Стефано. Новий папа римський Климент V повернув йому усі втрачені володіння та майно. Тривалий час залишався вірним папським прихильником, підтримуючи гвельфів.
У 1310 році перейшов на бік імператора Генріха VII Люксембурга, що вдерся до Італії. 1311 року допомагав тому в захопленні міста Брешіа. За цим разом з Джакомо Шарра допоміг імперським загонам 1312 року зайняти Рим, отримавши поранення на Капітолійському пагорбі.
В подальшому деякий час зберігав вірність партії гібелінів. Втім основна увага його була прикута до боротьби з родом Орсіні та вплив в Римі та Лаціумі. 1327 року, коли імператор Людвиг IV Віттельсбах рушив на Рим, Стефано Колонна залишився вірним папі римському Іванові XXII, в той час як його брат Джакомо Шарра став активно допомагати імператорським військам захопити Рим. Незважаючи на спротив Стефано, це їм вдалося.
Після повернення Людвига IV до Німеччини продовжив боротьбу з родами Каетані і Орсіні. 1339 року знову стає римським сенатором. 1347 року виступив проти міста Корнета. Під час походу довідався про встановлення в Римі влади Кола ді Рієнцо. Тут Стефано було арештовано, але невдовзі відпущено на свободу. Зрештою восени того ж року відбувся відкритий розрив з ді Рієнцо. Стефано Колонна зібрав армію з 700 лицарів та 4000 піхотинців для нападу на Рим. Втім у битві біля брами Сан-Лоренцо це військо зазнало поразки.
Помер Стефано Колона в 1348 році в Палестрині. Його основні володіння успадкував старший онук Стефанелло Колонна.

## Родина
Дружина — Госерда, донька Журдена IV, сеньйора Л'Іль-Журден
Діти:
- Джованні (1295—1348), кардинал
- Стефано (1300—1347)
- Джакомо (1301—1341), єпископ Ломбесу
- Оддон (д/н—бл. 1350)
- Лоренцо
- Агапіто (д/н—бл. 1344)
- Лука
- Енріко (д/н—після 1347)
- П'єтро (д/н—після 1358)
- Джордано (д/н—1351)